# Kot'olin (plaats)
Kot'olin is een bestuurslaag in het regentschap Timor Tengah Selatan van de provincie Oost-Nusa Tenggara, Indonesië. Kot'olin telt 2456 inwoners (volkstelling 2010).